# فرانک تایدی
فرانک تایدی (انگلیسی: Frank Tidy؛ ‏ ۱۷ مهٔ ۱۹۳۲ – ۲۷ ژانویهٔ ۲۰۱۷) فیلم‌بردار و بازیگر اهل بریتانیا بود.
از فیلم‌ها یا برنامه‌های تلویزیونی که وی در آن نقش داشته‌است، می‌توان به روباه خاکستری، تعقیب آتشین، ایست! وگرنه مادرم شلیک می‌کند، تحت محاصره، واکنش زنجیره‌ای و جریان پس‌رو اشاره کرد.